# Emma (revista)
Emma (en su logotipo EMMA) es una revista feminista alemana. Fue fundada en 1977 por la periodista Alice Schwarzer y se publica bimensualmente. En el año 2017  vendió  28.041 ejemplares.
Desde su fundación, EMMA ha sido la revista feminista líder en Alemania, y la única revista política en Europa enteramente dirigida por mujeres.

## Nombre
El nombre de "Emma", proviene de la palabra "emancipación". 